# Joel Swift
Joel Swift (East Fremantle, 14 de junho de 1990) é um jogador de polo aquático australiano.

## Carreira
Swift integrou a Seleção Australiana de Polo Aquático que ficou em nono lugar nos Jogos Olímpicos de 2016.